# Grand Prix de Tennis de Lyon 2001
Il Grand Prix de Tennis de Lyon 2001 è stato un torneo di tennis giocato sul cemento indoor.  
È stata la 15ª edizione del Grand Prix de Tennis de Lyon, 
che fa parte della categoria International Series nell'ambito dell'ATP Tour 2001.
Il torneo si è giocato al Palais des Sports de Gerland di Lione in Francia, dall'8 al 15 ottobre 2001.

## Campioni

### Singolare
Ivan Ljubičić ha battuto in finale  Younes El Aynaoui con il punteggio di 6–3, 6–2

### Doppio
Daniel Nestor /  Nenad Zimonjić hanno battuto in finale  Arnaud Clément /  Sébastien Grosjean con il punteggio di 6–1, 6–2